# Horismenus albipes
Horismenus albipes is een vliesvleugelig insect uit de familie Eulophidae. De wetenschappelijke naam is voor het eerst geldig gepubliceerd in 1902 door Schrottky.